# Dravidfolk

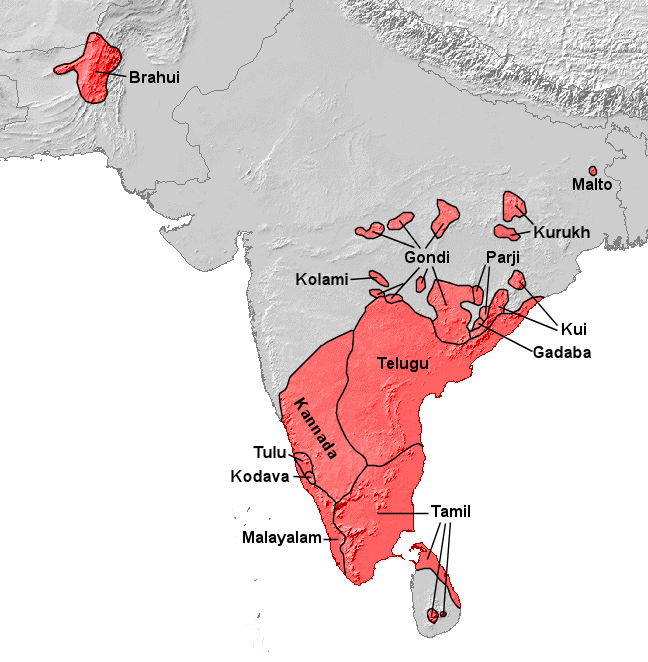
Utbredningen för de nutida dravidisk språken.

Dravider eller dravidfolk är olika folkslag i Indien. De antas ha invandrat till subkontinenten under förhistorisk tid och då trängt undan och uppblandats med den tidigare befolkningen. I och med indoeuropeernas ankomst från c.a 1500 f. Kr trängdes draviderna i sin tur söderut. Draviderna talar dravidiska språk, till skillnad från de indoariska folken i Indien, vilka talar indoeuropeiska språk.

## Historiskt
Dravida är ett, redan i Manus lagbok, sanskritiskt förekommande namn på ett icke indoeuropeiskt folkslag, under det koloniala tidevarvet kallat tamilfolket i södra Deccan i Indien.  
Härledningen och betydelsen av dravida är obekant. Tamil, urspr. tamirt mindre riktigt tamul, är en på kända ljudlagar beroende ombildning av ordet dravida. I sanskritlitteraturen förekommer likväl det sistnämnda som ett gemensamt namn på alla med tamilerna besläktade folk.
Ankomsten av de första brahmanska kolonierna i södra Deccan kan sannolikt sättas till ett antal århundraden f.Kr, och från denna tid fortgick dravidernas omvändelse till den brahmanska religionen och det brahmanska statsskicket. Genom senare invasioner av araber och mongoler spreds även Islam till Deccanområdet.
Den tidigaste dravidiska litteraturen finns i tamil och telugu och sträcker sig i det förra upp till 900-talet, i det senare till 1100-talet e.Kr. Märkligt är att den klassiska litteraturen på tamilspråket - det rikaste och mest utvecklade bland dessa tungomål - är långt friare från sanskritord än senare tidens skriftspråk, även om den religiösa litteraturen alltid hämtat största delen av sitt ordförråd från brahmanernas heliga språk.

## Dravidiska statsbildningar
Se Indiens historia: Antiken och forntiden